# Заньковецька Марія Костянтинівна
Марія Костянти́нівна Занькове́цька (до шлюбу Адасовська, у шлюбі — Хлистова; 23 липня (4 серпня) 1854 село Заньки, Веркіївська волость, Ніжинський повіт, Чернігівська губернія; нині Ніжинський район, Чернігівська область — 4 жовтня 1934, Київ) — українська акторка і театральна діячка, провідна зірка українського театру кінця XIX — початку XX століть. Народна артистка Української РСР (1923).
У сучасній українській традиції входить до переліку найвідоміших жінок давньої та сучасної України.

## Життєпис

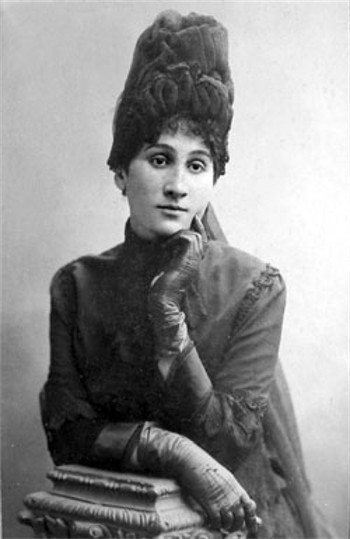
Марія Заньковецька

Народилася 23 липня (4 серпня) 1854 року в с. Заньки, нині Ніжинський район, Чернігівська область, Україна (тоді Ніжинський повіт, Чернігівська губернія), була п'ятою дитиною у багатодітній родині збіднілого дворянина надвірного радника Костянтина Костянтиновича Адасовського та міщанки з Чернігова Марії Василівни Нефедової.. Рід Адасовських гербу Корчак походив з XVII ст. і належав до малоросійської шляхти. Дід, Костянтин Григорович Адасовський, був героєм воєн з Наполеоном I, поручиком Бутирського піхотного полку, а батько, Костянтин Костянтинович Адасовський, — суддею.
З десяти років Марія почала навчання у приватному пансіоні Осовської у Чернігові. Батько Марії мав чудовий голос — баритон, а Марія — сильне меццо-сопрано. Удвох вони часто влаштовували для гостей свого дому в Заньках сімейні концерти.
11 (23) травня 1875 року вона стала дружиною капітана 5-ї артилерійської бригади 3-ї батареї Олексія Антоновича Хлистова й опинилася в Бессарабії, у фортеці Бендери. В цей час вперше зустрілася з Миколою Тобілевичем.
Згодом чоловіка перевели служити до Свеаборгу, й у Марії з'явилась можливість їздити до Гельсінгфорса і брати уроки співу в місцевій Школі співу та опери братів Гржималі.
1876 року вийшла на сцену Ніжинського театру. До кінця свого життя не поривала зв'язків з театральним колом Ніжина, де вона мешкала постійно протягом 1902–1924 років та з перервами, повертаючись після гастролей, до 1932 року. В Ніжині вона мала свій будинок, який зберігся дотепер.

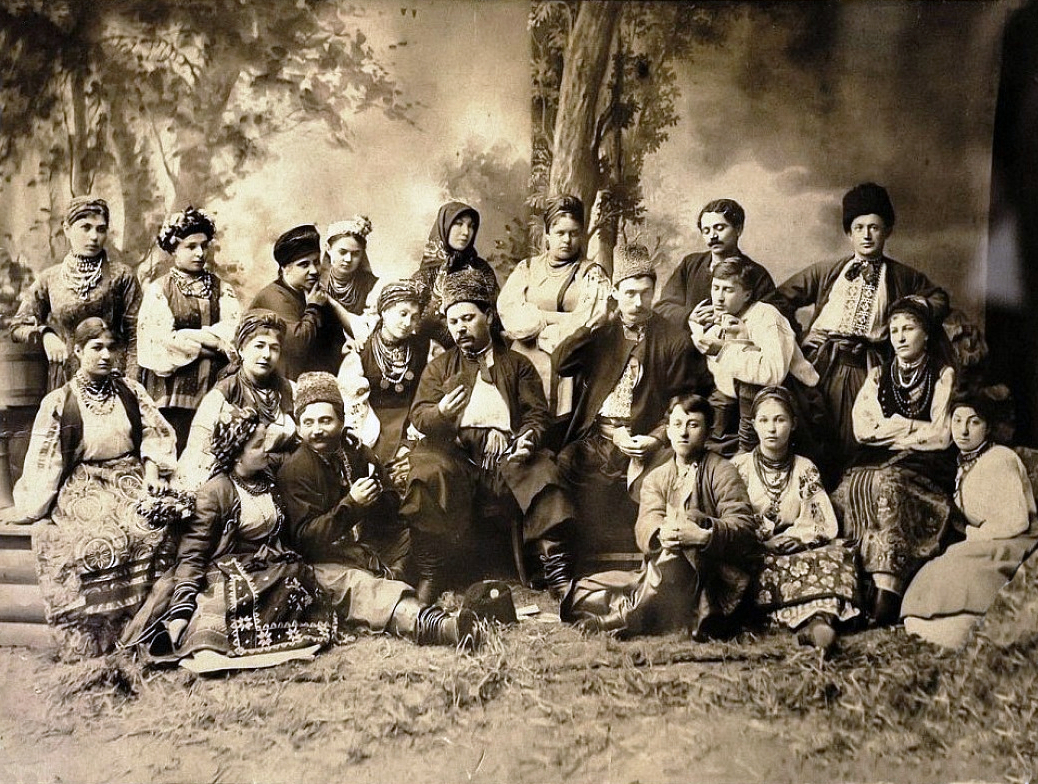
Трупа Кропивницького (сцена гри у карти), друга пол. 1880-х рр. Вгорі, з лївого боку починаючи: Нечай, Черновська, Затиркевич, Мартиненко, Нечай, Переверзева, Глєбов, Загорський.
Середнїй ряд: Доленко, Маркова, Заньковецька, Кропивницький, Садовський, Петро Карпенко, Ратмірова.
На долї: Хильченко (Тобилевичева), Саксаганський, Максимович, Полянська, Косюра

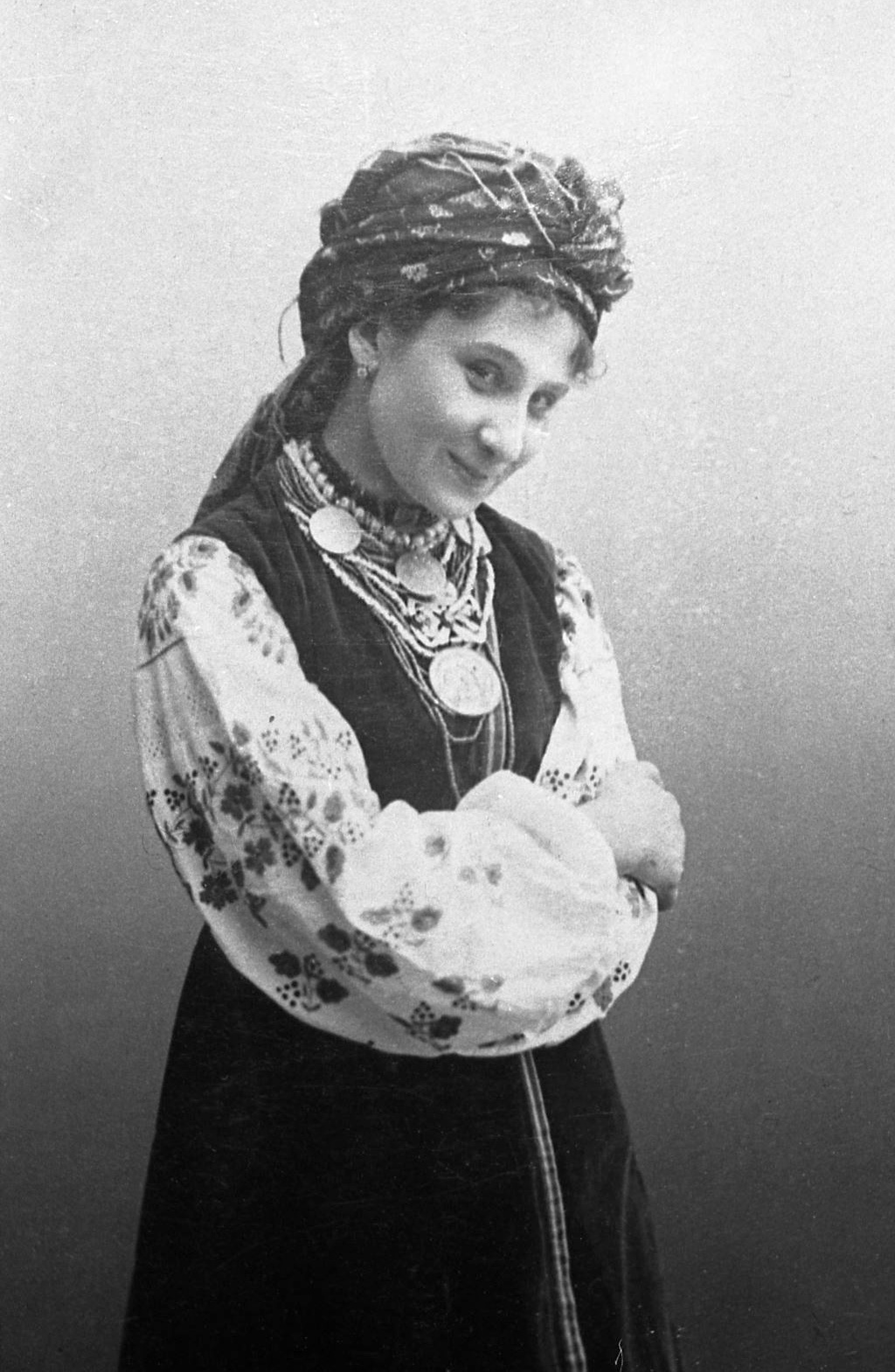
Заньковецька в ролі «Івги Цвіркунки» в опереті Миколи Лисенка «Чорноморці», 1892 р.

У 1882 році дівчині прийшло запрошення вступити до української акторської трупи. 27 жовтня 1882 року в міському театрі Єлисаветграда (нині Кропивницький) під орудою Марка Кропивницького розпочалася її кар'єра професійної актриси. Вперше на професійній сцені вона зіграла роль Наталки («Наталка Полтавка») Івана Котляревського.
Пізніше Марія Заньковецька (вона взяла цей псевдонім на згадку про щасливе дитинство в рідному селі Заньки) працювала в українських трупах, що належать до генерації театру корифеїв: Марка Кропивницького, Михайла Старицького, Миколи Садовського, Панаса Саксаганського, Івана Карпенка-Карого.
Актриса створювала образи, проникнуті справжнім драматизмом і запальною комедійністю. Вона уславляла своєю грою звичайних простих людей, розкриваючи безмежність їхніх душ. Маючи чудовий голос — драматичне сопрано, незрівнянно виконувала у спектаклях українські народні пісні. Всі захоплювалися її чудовим голосом, але, уже в перший рік праці на сцені вона захворіла в Харкові на дифтерит, після якого тембр колись такого сильного мецо-сопрано значно змінився на гірше. Порятунком лишалася сцена.
Була серед засновників Театру Миколи Садовського в Полтаві. Домагалася відкриття в Ніжині стаціонарного державного театру. 1918 року вона організувала народний театр «Українська трупа під орудою М. К. Заньковецької». У театрі грали Борис Романицький, Т. Садовський, Андрій Ратмиров, В. Сосницький. Були поставлені спектаклі «Наталка Полтавка», «Гетьман Дорошенко», «Циганка Аза». Визнаючи її сценічні заслуги, у червні 1918 року гетьман Скоропадський затвердив ухвалену Радою міністрів постанову про призначення їй довічної державної пенсії.
1922 року Україна урочисто відсвяткувала 40-річчя діяльності М. К. Заньковецької. Їй першій у Радянській України 12 січня 1923 року Уряд присвоїв звання Народної артистки республіки. До Києва прибула і делегація з Ніжина у складі Ф. Д. Проценка, Т. А. Агре та двох дівчат з села Заньки. Побачивши земляків, Марія Костянтинівна схвилювалася до сліз. Ніжинці вручили їй подарунки та привітання, в якому говорилося:
|  | У плеяді корифеїв української сцени Ваш талант сяяв таким яскравим сяйвом і так із сцени освітлював глядачам правду і кривду життя, що захоплював їх до найвищого екстазу, а ті утиски і пригнічення українського театру, культури і письменництва, які чинились царським режимом, блякли в промінні Вашого генія. Нелегко було Вам добувати дозвіл царської влади показати дійсне українське театральне мистецтво в такому центрі, як Петербург. І тоді передова критика і корифеї критики і літератури схилили голови перед Вашим генієм і визнали в пресі, що Ваш талант сяє яскравіше, ніж талант всесвітньої Сари Бернар… |

Останні роки свого життя Марія Заньковецька жила з родиною своєї племінниці Наталії Олександрівни Волик (Адасовської) у Києві в будинку по вул. Великій Васильківській, 121. Чоловіка Наталії Олександрівни, відомого мецената і антрепренера Федора Волика, Марія Костянтинівна вважала своїм другом. Ще 1903 року вона виступала в трупі Волика.
Померла 4 жовтня 1934 року. Похована в Києві на Байковому кладовищі (ділянка № 2) (надгробок — мармур, граніт; скульптор Юхим Білостоцький). Статтями на смерть актриси відгукнулися українські газети у «вільному світі» поза СРСР, зокрема львівське «Діло».
|  | Дістали ми телєграфічну вістку про смерть Марії Заньковецької. Дехто думав, що більш як сороклітня її праця на сцені і пізніші злидні, особливо останніх літ, зігнали її тихцем зі світа, як багато наших чільних діячів, про яких питаємось вряди-годи: “Чи живе ще?” Артистка, що сходить зі сцени відчуває це як великий удар і рідко коли переживає його. Заньковецька мала величезну життєву енергію і ця енергія дала перемогти їй найтяжчі умовини акторської праці у мандрівних трупах, пізніше і роки лихоліття. |

## Особисте життя
29 лютого (12 березня) 1888 року шлюб підполковника у відставці Олексія Хлистова з Марією Костянтинівною було розірвано у зв'язку з перелюбством дружини. Церква наклала на неї, людину глибоко віруючу, єпітимію, їй було довічно заборонено повторно вступати в шлюб.
Дружила з сім'єю Богомольців — Олександром Богомольцем (1881—1946), президентом Академії Наук України, його батьками, а також з двоюрідною сестрою академіка Наталею Богомолець-Лазурською (1880—1959), з якою грала на одній сцені.

## Деякі театральні роботи

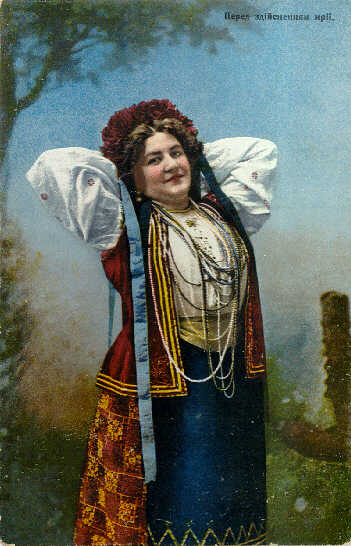
Актриса Заньковецька на сцені театру. Листівка 1905 р.

В її репертуарі більше 30 ролей на сцені. Це переважно драматично-героїчні персонажі. Вона «пережила» жіноче безталання Харитини («Наймичка» Івана Карпенка-Карого, 1887), Олени («Глитай, або ж Павук» Марка Кропивницького, 1883), Ази («Циганка Аза» Михайла Старицького, 1892), Катрі й Цвіркунки («Не судилось», 1889, «Чорноморці», 1882 Михайла Старицького), Галі («Назар Стодоля», 1882 Тараса Шевченка) та Квітчиної Уляни («Сватання на Гончарівці»). А ще: Аксюші з «Лісу» Олександра Островського (1891) та Йо із «Загибелі Надії» Геєрманса.
Найкращими її ролями були:
- Наталка («Наталка Полтавка» І. Котляревського),
- Галя, Ярина («Назар Стодоля», «Невольник» Т. Шевченка),
- Олена, Оксана, Зінька («Глитай, або ж павук», «Доки сонце зійде, роса очі виїсть», «Дві сім'ї» М. Л. Кропивницького),
- Харитина, Софія («Наймичка», «Безталанна» І. Карпенка-Карого),
- Катря («Не судилося» М.Старицького), Наталя («Лимерівна» Панаса Мирного).

З комедійного репертуару — Цвіркунка («Чорноморці» М. Старицького) та інші

## Фільмографія
Грала Наталку в кінофільмі «Наталка Полтавка» (1909), матір у стрічці «Остап Бандура» (1923).

## Пам'ять
Ім'ям Заньковецької названо український драматичний театр у Львові (1923), вулиці в Дніпрі, Києві, Ковелі, Коломиї, Львові, Кропивницькому, Ніжині, Луцьку, Одесі, Ужгороді, Червонограді, Чернівцях, Чернігові, Умані, провулок у Полтаві. 1960 року створено меморіальний музей-квартиру Заньковецької в Києві, 1964 року — Меморіальний музей Марії Заньковецької у селі Заньки.
Їй споруджено пам'ятники у Києві (1974, скульптор Г. Кальченко), у селі Заньки (1984, скульптор Ю. Станецький) і Ніжині (1993, скульптор О. Скобліков).
1971 року письменник Іван Рябокляч написав п'єсу «Марія Заньковецька».
2004 року НБУ випустив пам'ятну монету, присвячену 150-річчю від дня народження актриси.
Одному з провулків Житомира надано ім'я Марії Заньковецької.
У м. Кропивницькому діє пластовий дівочий курінь ім. Марії Заньковецької.

Надгробок Марії Заньковецької на Байковому цвинтарі в Києві
Пам'ятник Марії Заньковецькій у Києві, Міський сад
Пам'ятник Марії Заньковецькій у Ніжині
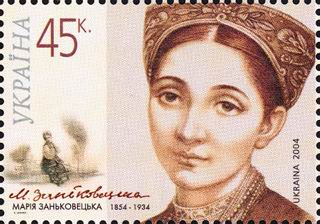
Марія Заньковецька на поштовій марці 2004.
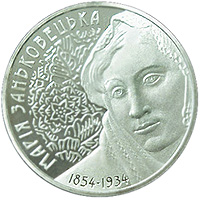
Пам'ятна монета

У березні 2021 року Марія Заньковецька стала однією з 36 українок, обличчя та силует яких стали праобразом української серії ляльок «Барбі» — «Barbie: Пані України»
19 квітня 2023 року пройшло перейменування вулиць та провулків в місті Краматорськ та прилеглих селах. Таким чином вулиця Наді Курченко була перейменована на вулицю Марії Заньковецької.